# واکنش جانشینی

واکنش جابجایی کلر دار کردن متان

واکنش جانشینی (به انگلیسی: Substitution reaction) گونه ای از واکنش های شیمیایی است که طی آن یک گروه عاملی از یک ترکیب با گروه دیگری از ترکیب دیگر جابجا می شوند. نمونه ساده ای از این واکنش ها، واکنش کلر دار کردن متان و تولید کلرومتان در حضور پرتو فرابنفش است.یا میتوان به واکنش تیغه‌ی مس در کات کبود اشاره کرد